# Amazonas (satélites)

Amazonas 1, o primeiro satélite da série.

Amazonas é a denominação do grupo de satélites de comunicações operados pela Hispasat/Hispamar que estão localizados na posição orbital de 61 graus de longitude oeste no Cinturão de Clarke. A série conta atualmente com três satélites ativos e fornece serviços principalmente para o Brasil e países da América Latina.

## Satélites
| Nome           | Fabricante                   | Data do lançamento     | Veículo de lançamento | Estado                            | Nota                                      |
| -------------- | ---------------------------- | ---------------------- | --------------------- | --------------------------------- | ----------------------------------------- |
| Amazonas 1     | EADS Astrium                 | 4 de agosto de 2004    | Proton-M/Briz-M       | Inativo desde 23 de junho de 2017 | Renomeado para Hispasat 55W-1.            |
| Amazonas 2     | EADS Astrium                 | 1 de outubro de 2009   | Ariane 5 ECA          | Ativo                             | [ 4 ]                                     |
| Amazonas 3     | Space Systems/Loral          | 7 de fevereiro de 2013 | Ariane 5 ECA          | Ativo                             | [ 5 ]                                     |
| Amazonas 4     | Orbital Sciences Corporation | 22 de março de 2014    | Ariane 5 ECA          | Movido e renomeado                | Antigo Amazonas 4A. Atual Hispasat 74W-1. |
| Amazonas 4B    | Orbital Sciences Corporation |                        |                       | Cancelado                         | [ 7 ]                                     |
| Amazonas 5     | Space Systems/Loral          | 11 de setembro de 2017 | Proton-M/Briz-M       | Ativo                             | [ 8 ]                                     |
| Amazonas Nexus | Thales Alenia Space          | 7 de fevereiro de 2023 | Falcon 9 Block 5      | Ativo                             | [ 9 ]                                     |